# Ракетний удар по Покровську
Подвійний ракетний удар по Покровську Донецької області — умисний напад на цивільні об'єкти 7 серпня 2023 року близько 19:15 та 19:52 за київським часом, вчинений збройними силами Російської Федерації в ході вторгнення до України. Кваліфікується як воєнний злочин. Унаслідок атаки загинули 10 осіб, поранено 88, у тому числі двоє дітей.

## Хід подій
Увечері в понеділок 7 серпня 2023 року війська РФ завдали двох ракетних ударів по центру Покровська. Перший удар був завданий о 19:15 за місцевим часом по житловому будинку, а другий — о 19:52 по ще одному житловому будинку, що стоїть поруч. Другого удару було завдано, вже коли на місце першого вибуху прибули поліцейські та рятувальники. За словами голови Донецької обласної військової адміністрації Павла Кириленка, удари зруйнували багатоповерхові житлові будинки, приватні будинки, адміністративні будівлі, заклади харчування, готель. За словами Кириленка, метою першого удару було вбивство мирних жителів Покровська, а друга атака була націлена саме на поліцейських і рятувальників, які прибули на місце ракетного удару. Удари були завдані двома ракетами «Іскандер».
У рятувальних роботах взяли участь 46 співробітників ДСНС та 12 одиниць техніки.
В момент удару сигнал «Повітряна тривога» у Донецькій області не оголошували. Востаннє сирена звучала у проміжок часу 18:13 — 18:57, а наступна почала діяти з 23:14.

## Жертви
За даними української влади, в результаті атаки загинуло 9 людей, ще 82 особи отримали поранення. Серед загиблих було 5 цивільних, один поліцейський і один рятувальник — заступник начальника ДСНС у Донецькій області полковник Андрій Омельченко.
Серед поранених людей було мінімум 29 поліцейських, 7 рятувальників та двоє військових. Один із поранених поліцейських знімався у фільмі «20 днів у Маріуполі». Велика кількість жертв серед співробітників поліції та ДСНС була викликана тим, що вони прибули на місце першого вибуху і вже там потрапили під повторну атаку.

## Реакції

### Україна
Президент України Володимир Зеленський заявив, що росіяни завдали удару по звичайному житловому будинку. Зеленський зазначив, що повторна атака була скоєна після початку рятувальної операції, заявивши: «Таке свідоме рішення терористів — завдати найбільшого болю, найбільшої шкоди. І це буде максимальна відповідальність Росії».

### Росія
Міноборони РФ заявило, що російськими силами було завдано удару по «передовому пункту управління» угруповання українських сил «Хортиця».